# Fumarell de Nova Zelanda
El fumarell/fumadell de Nova Zelanda (Chlidonias albostriatus) és un ocell marí de la família dels làrids (Laridae) que habita rius i llacs de Nova Zelanda, on cria a l'illa del Sud, si bé antany també ho feia a la del Nord.